# Économie de marché à orientation socialiste

Le gouvernement du Viêt Nam est sous la direction absolue du Parti communiste vietnamien, qui a établi le pays comme un État socialiste nominal.

L'économie de marché à orientation socialiste (en vietnamien : Kinh tế thị trường định hướng xã hội chủ nghĩa) est le nom officiel donné au système économique actuel au Viêt Nam. Il est décrit comme une économie de marché multisectorielle où le secteur étatique joue un rôle décisif dans l'orientation du développement économique (en), avec l'objectif à long terme de développer le socialisme.
L'économie de marché à orientation socialiste est le produit des réformes économiques du Đổi mới (renouveau) qui ont conduit au remplacement de l'économie planifiée par une économie de marché mixte fondée sur la prédominance de l'industrie d'État. Ces réformes ont été entreprises pour permettre au Viêt Nam de s'intégrer à l'économie mondiale. Le terme « à orientation socialiste » est utilisé pour souligner le fait que le Viêt Nam n'a pas encore atteint le socialisme et est en train de construire les bases d'un futur système socialiste. Le modèle économique est similaire à l'économie socialiste de marché employée en république populaire de Chine.

## Réformes menant à l'établissement
Les réformes économiques du Đổi mới ont été initiées par le Parti communiste vietnamien en 1986, lors de son 6e Congrès national. Ces réformes ont accordé un rôle accru aux forces du marché dans la coordination de l'activité économique entre les entreprises et les organismes gouvernementaux, et ont permis la privatisation des petites entreprises et la création d'une bourse pour les entreprises publiques et privées.
Les réformes économiques visaient à restructurer l'économie vietnamienne, en l'éloignant de la planification centrale de type soviétique (en) et en l'orientant vers une économie mixte fondée sur le marché, destinée à être une phase de transition dans le développement d'une économie socialiste. L'objectif de ce système économique est d'améliorer les forces productives de l'économie, en développant une base technique et matérielle solide pour la fondation du socialisme, et de permettre au Viêt Nam de mieux s'intégrer à l'économie mondiale.
Au début des années 1990, le Viêt Nam a accepté certains conseils de réforme de la Banque mondiale en faveur de la libéralisation du marché, mais a rejeté les programmes d'ajustement structurel et les financements d'aide conditionnelle exigeant la privatisation des entreprises publiques.

## Description
L'économie de marché à orientation socialiste est une économie marchande multisectorielle, régulée par le marché, qui allie propriété privée, collective et étatique des moyens de production. Cependant, le secteur public et les entreprises collectives constituent l'épine dorsale de l'économie. Elle est similaire à l'économie socialiste de marché chinoise en ce sens que de nombreuses formes de propriété, notamment les entreprises coopératives et/ou collectives, ainsi que les modèles de propriété communale, privée et étatique, coexistent dans l'économie, mais le secteur public joue un rôle déterminant.

## Comparaison avec le modèle chinois
Contrairement au modèle chinois, le système vietnamien est plus explicitement caractérisé comme une économie en transition vers le socialisme et non comme une forme de socialisme, le processus de construction du socialisme étant considéré comme un processus à long terme. Se revendiquant cohérent avec la théorie marxiste, le socialisme est censé n'émerger qu'une fois que les forces productives du Viêt Nam seront développées à un point où le socialisme deviendra une possibilité technique. En tant que tel, il est similaire à la position chinoise sur le stade primaire du socialisme.
L'économie socialiste de marché vietnamienne partage de nombreuses caractéristiques avec l' économie de marché socialiste chinoise, tant au niveau de ses institutions que de ses politiques. Elle combine des économies de marché fondamentalement fondées sur la prédominance des entreprises publiques, la coexistence d'un secteur privé dynamique, un système politique à parti unique et l'existence de plans économiques quinquennaux. Cela a conduit les économistes du développement à considérer que ces deux pays partagent le même modèle économique fondamental.
Les différences entre ces deux modèles incluent un degré plus élevé de décentralisation et d'autonomie des gouvernements locaux au Viêt Nam (plus élevé que dans d'autres États en développement d'Asie de l'Est et du Sud-Est), avec une plus grande redistribution des revenus entre les provinces, ce qui entraîne un coefficient de Gini plus faible. Certains auteurs associent ce modèle au modèle est-asiatique (en) de capitalisme étatique, tandis que d'autres l'associent au socialisme de marché. Comme d'autres États en développement d'Asie de l'Est et Sud-Est, le Vietnam partage des institutions qui se soutiennent mutuellement et des autorités publiques actives dotées de solides capacités pour mettre en œuvre des plans économiques à long terme.

## Base théorique
Le Parti communiste vietnamien soutient que l'économie de marché à orientation socialiste est cohérente avec la vision marxiste classique du développement économique et le matérialisme historique, selon lesquels le socialisme ne peut émerger qu'une fois les conditions matérielles suffisamment développées pour permettre des relations socialistes. Le modèle de marché à orientation socialiste est considéré comme une étape clé pour parvenir à la croissance économique et à la modernisation nécessaires, tout en permettant de coexister dans l'économie de marché mondiale contemporaine et de bénéficier du commerce mondial. Le Parti communiste vietnamien a réaffirmé son engagement en faveur du développement d'une économie socialiste avec ses réformes du Đổi mới.
Ce modèle économique est défendu dans une perspective marxiste-léniniste, qui stipule qu'une économie socialiste planifiée ne peut émerger qu'après avoir d'abord développé les bases du socialisme par l'établissement d'une économie de marché et d'échange de marchandises et que le socialisme n'émergera qu'après que cette étape aura épuisé sa nécessité historique et se sera progressivement transformée en socialisme. Les partisans de ce modèle soutiennent que le système économique de l'Union soviétique et de ses États satellites a tenté de passer d'une économie naturelle à une économie planifiée par décret sans passer par la phase de développement nécessaire de l'économie de marché.
Les partisans des économies de marché à orientation socialiste se distinguent des socialistes de marché par les objectifs fixés aux marchés, dans une perspective socialiste : les marchés constitue le mécanisme le plus pertinent pour permettre l'avènement des conditions nécessaires à une économie socialiste pour les premiers, alors qu'il est une caractéristique centrale du socialisme pour les seconds.

## Fonctionnalité
Les caractéristiques de l'économie de marché à orientation socialiste sont illustrées par les points suivants :
- Il s'agit d'une économie mixte, fonctionnant à la fois selon les mécanismes du marché et sous la réglementation de l'État.
- Il s'agit d'une économie caractérisée par la propriété privée (excepté la terre) et des secteurs économiques diversifiés, dans lesquels le secteur économique étatique joue un rôle de premier plan. En revanche, selon la législation vietnamienne, la propriété privée du sol n'est pas autorisée car la terre est considérée comme « appartenant au peuple », elle est donc gérée par l'État.
- La distribution s'effectue principalement en fonction des résultats du travail, de l'efficacité économique et, en même temps, en fonction des apports en capital et d'autres ressources et est distribuée par le biais des systèmes de sécurité sociale et de protection sociale.
- En tant qu'économie de marché dirigée par le Parti communiste vietnamien, l'État de droit socialiste vietnamien gère et réglemente dans le but de « créer un peuple riche, un pays fort, la démocratie, l'équité et la civilisation ».
- C'est une économie de marché moderne et intégrée au niveau international.

## Inconvénients
Selon de nombreux experts, au cours du processus de mise en œuvre, le gouvernement vietnamien n'a pas créé un environnement commercial véritablement sain et équitable. La Constitution dispose que l'économie de l'État joue un rôle de premier plan, mais également que les secteurs économiques sont égaux, coopèrent et sont en concurrence. Cependant, dans la pratique, le secteur économique privé n'a pas beaucoup d’opportunités d'accès au capital, à la terre, à l'information, et perd de nombreuses opportunités d'appel d'offres ainsi que d'accès au marché, comme le secteur économique public.
Le système juridique vietnamien n'est pas encore véritablement synchrone et flexible. De nombreuses lois promulguées depuis un certain temps n’ont pas été appliquées et ont dû être révisées. La consultation des citoyens, des entreprises et des experts lors de l'élaboration des lois est encore générale, ne garantit pas vraiment la transparence et pose parfois encore des difficultés aux entreprises.
Une gestion inefficace des ressources économiques rend l'économie inefficace. Les coûts d'investissement public que le Viêt Nam doit dépenser pour créer de la valeur ajoutée sont bien plus élevés que ceux de nombreux autres pays de la région. Le coefficient ICOR du Vietnam dans les années 2001-2006 était de 5,1, ce qui signifie que 5,1 đồngs de capital d'investissement étaient nécessaires pour augmenter 1 đồng du PIB, soit 1,5 à 2 fois plus que de nombreux pays de la région au début de la période d'industrialisation. En particulier, au cours de la période 2006-2010, cet indice a augmenté à 10,52, ce qui est environ 3,5 fois plus élevé que celui de la Corée du Sud et de Taïwan au cours de la période 1961-1980, 2,5 fois plus élevé que celui de la Thaïlande au cours de la période 1981-1995 et celui de la Chine au cours de la période 2001-2006.
Selon le rapport 2016 sur l'Indice de compétitivité provinciale (en) (ICP) publié par la Chambre de commerce et d'industrie du Vietnam et l'Agence des États-Unis pour le développement international, environ 66 % des entreprises des provinces ayant un indice de compétitivité moyen ont dû payer des dépenses informelles. Le coût élevé des opérations flexibles pour les entreprises a affecté l'environnement concurrentiel.

## Sondages
Selon une enquête du Pew Research Center de 2015, 95 % des répondants vietnamiens soutiennent le libre marché, tandis qu'aux États-Unis, jusqu’à 25 % des répondants américains doutent de l'efficacité du libre marché.
L'enquête sur l'évolution des perceptions de l'État et du marché des Vietnamiens (CAMS 2014) menée par la Chambre de commerce et d'industrie du Vietnam (VCCI) a montré que : sur 1 600 réponses, 89 % soutenaient le modèle d'économie de marché ; 71 % ont soutenu la propriété privée tandis que seulement 4 % ont choisi la propriété publique, 94 % ont demandé la transparence dans le processus d'élaboration et de mise en œuvre des politiques au Vietnam, 99 % ont soutenu la politique de privatisation de certains services publics. Mais d'un autre côté, le taux de « soutien mais toujours préoccupé » par la privatisation des services publics reste toujours plus élevé que le taux de « soutien total » à cette politique (57% contre 42%). En particulier, 75 % souhaitent toujours que l'État mène une politique d'intervention et de stabilisation des prix, craignant d'être affectés par les défaillances du marché.
Les résultats de l'enquête montrent une réalité plutôt paradoxale : la majorité des Vietnamiens soutiennent une économie privée compétitive mais souhaitent également que l'État intervienne dans les biens importants (stabilisation des prix, subventions, etc.) pour garantir leurs droits, c’est-à-dire qu’ils veulent à la fois la concurrence privée et la protection de l'État. La raison est que l'instabilité de l'économie de marché crée un sentiment d'insécurité chez les gens. En revanche, au Viêt Nam, les problèmes de manque de transparence de l'information, de non-respect de la loi par les entreprises, d'évasion judiciaire, de collusion pour imposer les prix aux consommateurs, etc. sont fréquents, ce qui rend les avantages de l'économie de marché moins mis en avant ; alors que les défauts de l'économie de marché apparaissent souvent. Cela fait que les gens craignent de perdre leurs droits et se tournent vers l'État pour obtenir de l'aide,.